# Lukas Mähr
Lukas Mähr (* 23. April 1990 in Bregenz) ist ein österreichischer ehemaliger Segler in der 470er-Klasse.

## Leben
Lukas Mähr absolvierte das Bundesgymnasium Gallusstraße in Bregenz mit der Matura, seit 2009 ist er Leistungssportler beim Österreichischen Bundesheer. 2017 begann er ein Wirtschaftsstudium an der Privatuniversität Schloss Seeburg. Er startet für den Yacht Club Bregenz.
In der 470er-Klasse segelte er ab 2010 über ein Jahrzehnt lang als Vorschoter von David Bargehr. Zusammen mit Bargehr gewann er bei den Segel-Weltmeisterschaften in Thessaloniki in Griechenland 2017 Bronze.
Im November 2021 saß er vor Split erstmals gemeinsam mit Lara Vadlau in einem Boot, es folgten Testregatten mit einem dritten Rang vor Vilamoura in Portugal und einem zweiten Rang vor Palma de Mallorca. 2022 erreichten sie bei der Weltmeisterschaft in Haifa Platz 8, 2023 in Den Haag Platz 4 und 2024 in Palma de Mallorca Platz zehn.
Gemeinsam mit Vadlau qualifizierte er sich aufgrund der Platzierung bei den Segel-Weltmeisterschaften 2023 für eine Teilnahme bei den Olympischen Sommerspielen 2024 in Paris, wo das Duo in der 470er-Mixed-Klasse vor dem abschließenden Medal Race an erster Stelle lag. Mit einem siebten Platz im letzten Rennen verteidigte das Duo den ersten Platz und sicherte sich die Goldmedaille. Mähr ist damit der erste Olympiasieger bei Sommerspielen aus Vorarlberg seit Hubert Hammerer im Jahr 1960. Mit Lara Vadlau wurde er als österreichischer Fahnenträger der Abschlussfeier der Sommerspiele 2024 ausgewählt.
Mähr ist Vater zweier Kinder. Im September 2024 nahm er mit Lara Vadlau an einer Promi-Sportler-Ausgabe der Millionenshow zugunsten der Österreichischen Sporthilfe teil. Im Februar 2025 gab er sein Karriereende bekannt.

## Auszeichnungen und Nominierungen
- 2024: Goldene Sportmedaille der Landeshauptstadt Bregenz[17]
- 2024: Sportler des Jahres: Team des Jahres mit Lara Vadlau[18][19][20]
- 2024: ANOC-Award: Auszeichnung als Best Mixed Team in Individual Sports of Paris 2024[21]
- 2025: Vorarlberger Sportler des Jahres 2024 in der Kategorie Team des Jahres mit Lara Vadlau[22]